# Xã South Haven, Quận Sumner, Kansas
Xã South Haven (tiếng Anh: South Haven Township) là một xã thuộc quận Sumner, tiểu bang Kansas, Hoa Kỳ. Năm 2010, dân số của xã này là 567 người.